# Kreutz (Pommern)
Kreutz war ein Wohnplatz im Gebiet der preußischen Provinz Pommern. Er wurde 1781 an der Stelle des früheren Dorfes Elmershagen angelegt und liegt seit dem März 1945 wüst.

## Geographische Lage
Die Wüstung liegt in Hinterpommern, etwa 60 km östlich von Stettin und etwa 13 km westlich der Kreisstadt Łobez (Labes). Nördlich der Wüstung verläuft die Woiwodschaftsstraße 146.

## Geschichte des Dorfes Elmershagen
Das Dorf wurde in einer Urkunde aus dem Jahre 1346 als „Helmichshagen“ genannt. Es war ein altes Lehen der adligen Familie Wedel. Mit der Urkunde verglich sich Wedego von Wedel mit dem Camminer Domkapitel über den Zehnten, den das Domkapitel in vier Wedelschen Gütern erhob. Später schliff sich der Ortsname zu „Elmershagen“ ab.
Das Dorf wurde im Jahre 1690 vom Blitz getroffen, brannte ab und wurde nicht wieder aufgebaut.

## Geschichte des Vorwerks Kreutz
An der Stelle der Dorfwüstung ließ der Gutsherr des Gutes Schwerin, der Landrat Sebastian Georg von Wedel, im Jahre 1781 ein Vorwerk anlegen. Nach den Zerstörungen durch den Siebenjährigen Krieg hatte König Friedrich der Große nämlich günstig verzinste Meliorationsgelder für die wirtschaftliche Entwicklung Pommerns zur Verfügung gestellt. Der Landrat Sebastian Georg von Wedel erhielt 5.800 Reichstaler zum Zinssatz von 1 Prozent. Mit diesen Geldern errichtete er für sein Gut Schwerin im Nordosten des Gutsbezirks dieses Vorwerk und einige Jahre später im Westen des Gutsbezirks das Vorwerk Schwerinshof.
Sebastian Georg von Wedel gab dem neuen Vorwerk den alten Ortsnamen Elmershagen. Als er in wirtschaftliche Schwierigkeiten geriet, gab der Volksmund seinen drei Besitzungen die Namen „Kreuz, Jammer und Elend“. An diesem Vorwerk blieb der Name „Kreuz“, auch niederdeutsch „Krütz“, haften und verdrängte auch im amtlichen Gebrauch den Namen Elmershagen völlig.
Henriette von Pfuel, Witwe des 1826 verstorbenen preußischen Generals Karl Ludwig von Pfuel und seit 1827 Gutsherrin von Schwerin, bemühte sich, dem Vorwerk Kreutz den Ortsnamen Elmershagen zurückzugeben. Ihr Antrag erhielt zwar die Unterstützung des Landrates Ernst August Philipp von Borcke, wurde aber dennoch 1839 durch die Regierung abgelehnt, weil die Namen von Wohnplätzen grundsätzlich nicht mehr verändert werden sollten. Dafür gab sie einem neuen Vorwerk, das sie im Jahre 1838 etwa 500 Meter entfernt anlegte, den Namen Elmershagen.
Im Jahre 1837 wurden in Kreutz 37 Einwohner gezählt. Um 1870 wurden 31 Einwohner gezählt, die in 7 Familien in 5 Wohnhäusern lebten. Um 1870 wurden in Kreutz 7 Pferde, 20 Kühe und 310 Schafe gehalten. Im Jahre 1923 wurden 53 Einwohner gezählt.
Bis 1945 war Kreutz ein Wohnplatz der Gemeinde Schwerin im Kreis Regenwalde.
Gegen Ende des Zweiten Weltkriegs flüchteten die Bewohner von Kreutz am 3. März 1945 vor der nahenden Roten Armee. Kreutz wurde durch deutsche Soldaten verteidigt und durch sowjetische Panzer beschossen. Am 7. März 1945 brannte Kreutz bis auf ein Wohnhaus völlig ab. Später wurden fünf gefallene deutsche Soldaten bestattet. Kreutz wurde nicht wieder aufgebaut. Kreutz kam wie alle Gebiete östlich der Oder-Neiße-Grenze an Polen. Polnische Zuwanderer nutzten die Ruinen als Baumaterial für Häuser in Schwerin.
Die Wüstung liegt heute im Gebiet der Gmina Węgorzyno (Stadt- und Landgemeinde Wangerin) in der Woiwodschaft Westpommern in Polen.